# 潘潘埃拉
潘潘埃拉，是西班牙安达卢西亚自治区格拉纳达省的一个市镇。总面积18平方公里，2001年普查人口總數為295人，人口密度為每平方公里16人。